# Salamandrella
Salamandrella es un género de anfibios caudados de la familia Hynobiidae. Se distribuyen por las islas de Hokaido, Sajalín y este de Rusia continental, noreste de China y norte de Mongolia.

## Especies
Según ASW:
- Salamandrella keyserlingii Dybowski, 1870
- Salamandrella tridactyla (Nikolskii, 1906)